# Granat M25
M25 (ABC-M25) – amerykański granat chemiczny wypełniony CN (M25A1 i M25A2), CS (M25A2) lub (prawdopodobnie) DM (M25A2) służący głównie do rozpraszania tłumów.